# Nicola Bruscantini
Nicola Bruscantini (Porto Civitanova, 25 febbraio 1915 – ...) è stato un calciatore italiano, di ruolo attaccante e centrocampista.

## Caratteristiche tecniche
Ad inizio carriera giocava come ala, mentre successivamente è stato impiegato anche come mediano.

## Carriera

### Gli inizi
Fa il suo esordio a livello professionistico nella stagione 1935-1936 con il Fano, con cui all'età di 20 anni gioca 8 partite in Serie C realizzando anche un gol. A fine anno viene ceduto al Macerata, con cui gioca un ulteriore campionato di terza serie.

### Anconitana e la B a Macerata
Nel 1937 viene ceduto all'Anconitana, società militante nel campionato di Serie B; nella sua prima stagione in seconda serie gioca 5 partite nel corso delle quali segna altrettanti gol. L'anno successivo gioca invece con più continuità, venendo impiegato in 15 partite e segnando un gol. Rimane in squadra anche per la stagione 1939-1940, in cui segna un altro gol (il settimo con l'Anconitana) in 9 presenze. A fine anno lascia la squadra e dopo tre anni fa ritorno a Macerata per giocare nuovamente in Serie B. Nel corso della stagione (che si conclude con la retrocessione della squadra dopo un solo anno di B) Bruscantini gioca stabilmente da titolare, segnando un gol in 28 partite di campionato.

### Ternana, Pescara e Sambenedettese
Dal 1941 al 1943 gioca in Serie C con la Borzacchini Terni: nel suo primo anno nella squadra segna 2 gol in 24 presenze, mentre nella stagione 1942-1943 contribuisce alla vittoria del campionato andando a segno 11 volte in 29 presenze. Torna a vestire la maglia rossoverde dopo la fine della Seconda guerra mondiale: nella stagione 1946-1947 segna infatti 4 gol in 22 presenze in Serie B con la Ternana, che chiude il suo girone al secondo posto in classifica, sfiorando la promozione in Serie A. A fine anno viene ceduto al Pescara, squadra con la cui maglia nella stagione 1947-1948 gioca altre 14 partite in Serie B. Chiude la carriera al termine della stagione 1948-1949, nella quale gioca in Serie C con la Sambenedettese, con cui segna anche una rete in 8 presenze.
In carriera ha giocato complessivamente 93 partite in Serie B, categoria in cui ha messo a segno complessivamente 12 gol.
Ha intrapreso la carriera di allenatore, allenando la Portocivitanovese nella stagione 1956-1957.

## Palmarès

### Club

#### Competizioni nazionali
- Serie C: 1

Borzacchini Terni: 1942-1943